# Museum Stadt Königsberg
Das Museum Stadt Königsberg war ein von 1968 bis 2016 bestehendes Museum an nacheinander zwei Standorten in Duisburg. Es ging zurück auf Duisburgs Übernahme der Patenschaft für die frühere Hauptstadt Ostpreußens im Jahr 1951.

## Geschichte

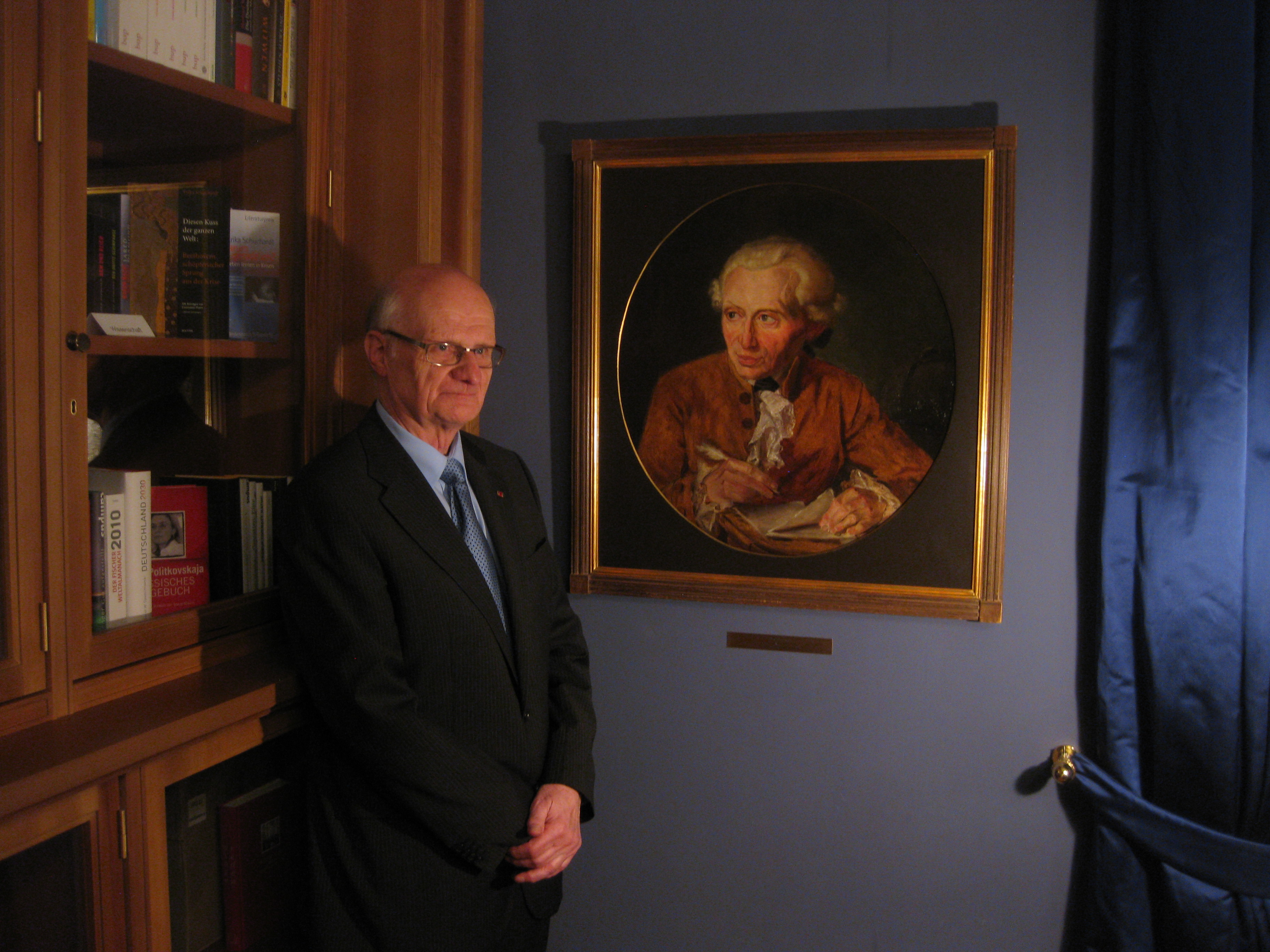
Lorenz Grimoni und Kant-Gemälde

Am 20. Oktober 1968 wurde das Museum „Haus Königsberg“ im Gebäude Mülheimer Straße 39 eröffnet. Anwesend waren u. a. Bürgermeister August Seeling, Konsul Hellmuth Bieske, Fritz Gause, Erich Grimoni, Harry Janzen, Walther Hubatsch und Wilhelm Matull. Das Museum wurde am 5. Dezember 1992 in das neue Kultur- und Stadthistorische Museum Duisburg verlegt. Dieser zweite Standort war eine umgebaute Getreidemühle im Innenhafen Duisburg, in die das Museum „Haus Königsberg“ mit einzog. Das Museum erinnerte an die Kultur- und Stadtgeschichte von Königsberg (Preußen). Schwerpunkte waren Sammlungen zu Immanuel Kant und Käthe Kollwitz. Das Archiv des Museums verfügte über Dichternachlässe und die Prussia-Sammlung der Gesellschaft für Heimatkunde Ost- und Westpreußens e. V. Zum Museum gehörte eine Bibliothek mit wertvollen Erstausgaben. Der gesamte Museumsbestand wurde in Zusammenarbeit mit der Stadt Duisburg in die Stiftung Königsberg im Stifterverband für die Deutsche Wissenschaft überführt. Das Museum wurde zum 10. Januar 2016 geschlossen. Die wichtigsten Ausstellungsstücke gingen als Dauerleihgaben an das Ostpreußische Landesmuseum in Lüneburg. Das Johannes Heydeck zugeschriebene Kant-Gemälde hängt während der Kant-Dekade (2014–2024) bei der Parlamentarischen Gesellschaft im ehemaligen Reichstagspräsidentenpalais.